# اللبوس
اللَّبُوس هي بلدية تقع في مقاطعة طرويل ، أرَغون إسبانيا.بلغ عدد سكان البلدية 145 نسمة فقًا لتعداد عام 2004 (INE).